# Hypersalivation
Hypersalivation (auch Sialorrhö,  Sialorrhoe, Sialismus, Polysialie oder – in Bezug auf das ständige Ausspucken des Speichels – Ptyalismus) ist der medizinische Begriff für vermehrten Speichelfluss aufgrund gesteigerter Speichelproduktion oder des Unvermögens, Speichel abzuschlucken. Bei der Hypersalivation beträgt der Speichelfluss in Ruhe in der Sialometrie > 1 ml/min, stimuliert > 3,5 ml/min (als Normalwert gilt etwa 0,7 ml/min).
Eine Hypersalivation kann vielfältige Ursachen haben. Neben Erkrankungen der Speicheldrüsen (Sialadenitis) und der Mundhöhle (Zahnerkrankungen, Stomatitis, Tumoren) können auch Vergiftungen (z. B. Blei, Organophosphate), psychoneurale Ursachen (Aufregung, Schmerzen, Kinetose) und eine Kupferstoffwechselstörung (Morbus Wilson) eine vermehrte Speichelproduktion auslösen. Bei den Abschluckstörungen spielen vor allem Erkrankungen des Zentralnervensystems, sowohl infektiöse (z. B. Tollwut) als auch degenerative (z. B. Parkinson-Krankheit), sowie Lähmungen einiger Hirnnerven (Nervus vagus, Nervus glossopharyngeus) eine Rolle. Ptyalismus kann auch als Begleiterscheinung einer Schwangerschaft auftreten (Ptyalismus gravidarum) und wird häufig zusammen mit einer Hyperemesis gravidarum angetroffen.
Verschiedene Medikamente, wie zum Beispiel die meisten Neuroleptika oder auch manche Antidepressiva wirken sich je nach Fall mehr oder weniger stark auf den Speichelfluss aus.
Das Gegenteil der Hypersalivation ist die Hyposalivation, bei der ein zu geringer Speichelfluss vorliegt.

## Therapie
Die medikamentöse Therapie der Hypersalivation besteht in der Hemmung der Speichelsekretion durch anticholinerge Muscarinrezeptor-Antagonisten, wie z. B. Atropin, Scopolamin, Pirenzepin und Glycopyrrolat.
Bei extremer Hypersalivation ist es möglich, den Speichelfluss mittels Botulinumtoxin, das in die Speicheldrüsen injiziert wird, abzuschwächen.

## Etymologie
Hypersalivation leitet sich von der altgriechischen Präposition ὑπέρ hypér ‚über ... hinaus‘ sowie dem lat. saliva ‚Speichel‘ ab. Ptyalismus lässt sich auf das Verb πτύειν ptýein ‚spucken‘ zurückführen.